# 歩いてみっか!
「歩いてみっか!」（あるいてみっか!）は、所ジョージの通算33枚目のシングル。2000年1月21日発売。

## 概要
曲内には、当時NHKのラジオ・テレビ体操指導員だった長野信一によるセリフと、所自身によるセリフがある。
1999年12月～2000年1月に、NHKの『みんなのうた』で放送された。
所の『みんなのうた』担当は、1989年12月～1990年1月放送の『背中でツイスト』（作詞・作曲・歌）、1997年12月～1998年1月放送の『お年玉』（作詞・作曲。歌は石田ひかり）に続いて3回目。
放送で使用されたアニメーションの映像は、番組初参加のポリゴン・ピクチュアズが制作を手掛け、キャラクターは所をイメージした。
また、日本歩け歩け協会（2000年6月から日本ウオーキング協会に改称）のイメージソングにも起用された。
2016年6月より『みんなのうたお楽しみ枠』限定で再放送。
所にとって最後の8cmCDとなった。
カラオケが収録されたのも本CDが最後となっている。
カップリングの「道ゆく人」共々アルバム未収録。2011年に発売されたベストアルバム『ゴールデン☆ベスト』にも収録されなかった。

## 収録曲
全作詞・作曲：所ジョージ
1. 歩いてみっか!
  - 編曲：若松歓
2. 道ゆく人
  - 編曲：井上鑑
3. 歩いてみっか!（オリジナル・カラオケ）